# Cantonul Aubusson
Cantonul Aubusson este un canton din arondismentul Aubusson, departamentul Creuse, regiunea Limousin, Franța.

## Comune
| Comune                | Populație (1999) | Cod poștal | Cod INSEE |
| --------------------- | ---------------- | ---------- | --------- |
| Alleyrat              | 152              | 23200      | 23003     |
| Aubusson              | 4 181            | 23200      | 23008     |
| Blessac               | 518              | 23200      | 23024     |
| Néoux                 | 301              | 23200      | 23142     |
| Saint-Alpinien        | 290              | 23200      | 23179     |
| Saint-Amand           | 516              | 23200      | 23180     |
| Saint-Avit-de-Tardes  | 191              | 23200      | 23182     |
| Saint-Maixant         | 228              | 23200      | 23210     |
| Saint-Marc-à-Frongier | 350              | 23200      | 23211     |
| Saint-Pardoux-le-Neuf | 174              | 23200      | 23228     |